# Patrick H. Pope
Patrick Hamilton Pope (* 17. März 1806 in Louisville, Kentucky; † 4. Mai 1841 ebenda) war ein US-amerikanischer Politiker. Zwischen 1833 und 1835 vertrat er den Bundesstaat Kentucky im US-Repräsentantenhaus.

## Werdegang
Patrick Pope besuchte die öffentlichen Schulen seiner Heimat und danach das St. Joseph’s College in Bardstown. Nach einem anschließenden Jurastudium und seiner 1827 erfolgten Zulassung als Rechtsanwalt begann er in Louisville in diesem Beruf zu arbeiten. Politisch wurde er Mitglied der Demokratischen Partei. Im Jahr 1832 lehnte er die ihm angetragene Position des Secretary of State von Kentucky ab.
Bei den Kongresswahlen des Jahres 1832 wurde Pope im achten Wahlbezirk von Kentucky in das US-Repräsentantenhaus in Washington, D.C. gewählt, wo er am 4. März 1833 die Nachfolge von Nathan Gaither antrat. Da er bei den Wahlen des Jahres 1834 gegen William J. Graves von der Whig Party verlor, konnte er bis zum 3. März 1835 nur eine Legislaturperiode im Kongress absolvieren. Seit dem Amtsantritt von Präsident Andrew Jackson im Jahr 1829 wurde innerhalb und außerhalb des Kongresses heftig über dessen Politik diskutiert. Dabei ging es um die umstrittene Durchsetzung des Indian Removal Act, den Konflikt mit dem Staat South Carolina, der in der Nullifikationskrise gipfelte, und die Bankenpolitik des Präsidenten.
Nach seinem Ausscheiden aus dem US-Repräsentantenhaus praktizierte Patrick Pope wieder als Anwalt. Im Jahr 1836 wurde er Abgeordneter im Repräsentantenhaus von Kentucky. Er starb am 4. Mai 1841 in seinem Heimatort Louisville, wo er auch beigesetzt wurde.